# Abrahamske religije
Abrahamske religije je izraz koji se koristi za religije koje potječu od prastare i zajedničke semitske tradicije, čiji sljedbenici se drže Abrahama, biblijskog patrijarha, čiji je život ispričan u Starom zavjetu i Kuranu (Qu'ran). Ovoj skupini pripadaju mnoge monoteističke religije, među kojima su najpoznatije židovstvo, kršćanstvo, islam i baha'i.    